# 西尾かおり
西尾 かおり（にしお かおり、1983年11月24日 - ）は、日本のAV女優。
千葉県出身、CLAP所属。

## 略歴・人物
2011年、吉田敦子（よしだ あつこ）名義でAVデビュー。
その後西尾かおりに改名。フリーアナウンサーの西尾由佳理（元・日本テレビアナウンサー）に風貌が似ていることから、そのことにちなんだ作品にも出演している。
趣味はドライブ・買い物、特技はバレーボール。

## 作品

### アダルトビデオ
- 恥ずかしいわたし 2 （3月8日、プレステージ） ※「吉田敦子」名義
- 職女。 File 19 公衆便所で肉棒を咥える超スレンダー事務員 （3月23日、プレステージ） ※「吉田敦子」名義
- 人妻不倫温泉 情事01（4月5日、プレステージ） ※「吉田敦子」名義
- 人気No.1アナウンサー 西尾由○理極似 （4月13日、MOODYZ）
- 西尾ゆ○り似の女子アナに白濁ぶっかけ （5月13日、MOODYZ）
- 初（うぶ）な人妻と… 密室の情事 そんなに見つめないで…私、濡れちゃいます （5月21日、アテナ映像）…オムニバス作品 ※レンタル作品
- 同僚達に僕の妻が目の前で（6月16日、タカラ映像）
- 四十八手の名前を聞いてどんな体位か当ててください!!（7月13日、はじめ企画）オムニバス作品
- 初（うぶ）な人妻と…（7月22日、アテナ映像） ※『初（うぶ）な人妻と… 密室の情事』と一部重複
- 憧れのスチュワーデスと性交（8月15日、ドリームチケット）
- 人妻のくせになまいきだ。 02 （8月23日、DOC）
- お仕事中のお姉さんは職場で制服のままM男の乳首をイジるのがお好き♥（9月5日、ドリームチケット） ※オムニバス作品
- 隣の奥さんと不倫したうえにこっそり娘ともやっちゃった俺（9月8日、アキノリ） ※オムニバス作品
- 美しい女子アナにザーメン飲んでもらいたい（9月13日、MOODYZ）
- 奥様 ごちそうさまでした(6人目) （9月22日、F&A） ※「あや」名義
- 絶対に手を出してはいけない相手を夜這いしちゃった俺 4（9月22日、アキノリ） ※オムニバス作品
- 無類の鼻フェチ 3（9月22日、稀有） ※オムニバス作品
- あいつらがレズっているのを見つけてこっそりオナニーしてたらバレてしまった… さてどうする? （10月6日、アキノリ）…オムニバス作品
- 起きているのは俺と彼女の親友だけ… さてどうする? （10月6日、アキノリ）…オムニバス作品
- 「実家に帰省したワケあり専業主婦がしかける（潤んだ視線/濡れパンチラ/泣き密着）肉食ドMサインを見逃すな!」VOL.1 （10月6日、DANDY）…オムニバス作品
- 乳首快楽Men'sサロン ゾクゾクしながら…癒されたい（11月5日、ドリームチケット）
- 家族にバレないように兄貴の嫁とやっちゃった俺 （11月5日、アキノリ）…オムニバス作品
- 国内線で見つけたドM客室乗務員 （11月22日、MAGIC）
- 私の身体で清算して下さい （11月25日、マドンナ）
- The SEX 15 （11月30日（レンタル）/2012年2月10日（セル）、LEO）…オムニバス作品
- 女教師の誘惑 （12月1日、ワンズファクトリー）
- 淫れる若妻 その1 かおりさん（12月13日、溜池ゴロー）
- 主人が知らない時間（12月13日、MAGIC）
- もしも人気アナウンサー・西尾由●理さんで責め続け中出し漬けがヤレたとしたら…と仮定して（12月15日、ワープエンタテインメント）
- 美人母近親調教投稿録（12月15日、NON）
- 家内のブラが浮いている（12月16日、タカラ映像）
- 息子の嫁がなかなか男心をソソル美人なので無理やり押しかけて極太チ○ポをねじ込んでやった（12月22日、ヒビノ）
- 舞ワイフ 〜セレブ倶楽部〜 33（12月22日、AROUND） ※「牧野祥子」名義 ※オムニバス作品

2012年
- 彼女の家、コッソリ教えます。そのかわり、ムチャクチャな事して下さい。（1月5日、NON）
- 浴びた女も感激する 一撃!!大量顔射!!! 「興奮すれば、さらに良い汁が出るはずっ!!」と、お好みシチュエーションでのヌキを切望する《最低10日以上禁欲》した男たちが浴びせる、とっても大量で濃厚なS級発射ばかりのザーメンぶっかけ（1月15日、ワープエンタテインメント）…オムニバス作品
- 誰かに見つかりそうな場所で相互愛撫しながら発射しちゃった僕。（1月15日、ワンズファクトリー）…オムニバス作品
- デカチン主夫とセックスレス主婦（6月7日、マドンナ）

### アダルトサイト
- No.367 牧野祥子（舞ワイフ セレブクラブ） ※「牧野祥子」名義
- ゆうこ 初めての浮気に興奮し最後は中出し。（High SCENE） ※「西川裕子」名義
- DRESSGRAPH 「秘書」（PORNOGRAPH） ※「KAORI」名義